# Pomeni imen asteroidov: 68001–69000
Pregled pomenov imen asteroidov (malih planetov) od številke 68001 do 69000, ki jim je Središče za male planete dodelilo številko in so pozneje dobili tudi uradno ime  v skladu z dogovorjenim načinom imenovanja. Pregled je preverjen z Schmadelovim “Slovarjem imen malih planetov” (“Dictionary of Minor Planet Names”). 
Pregled pojasnjuje izvor oziroma pomen imen asteroidov, ki ga je priznala Mednarodna astronomska zveza (IAU). Nekateri asteroidi imajo imajo dodatno pojasnilo o izvoru imena, ki pa vedno ni popolnoma zanesljivo (oznaka “†” ali “‡“). 
| Ime                  | Začasna oznaka | Izvor imena |
| 68001–68100          | 68001–68100    | 68001–68100 |
| 68101–68200          | 68101–68200    | 68101–68200 |
| -------------------- | -------------- | --- |
| 68109 Naomipasachoff | 2000 YH135     | Naomi Pasachoff, ameriški znanstveni biograf in ljubiteljski astronom † |
| 68144 Mizser         | 2001 AW38      | Attila Mizser, eden izmed voditeljev madžarske ljubiteljske astronomije in urednik revije Meteor † |
| 68201–68300          |                | |
| 68218 Nealgalt       | 2001 CO31      | Neal Galt, ameriški ljubiteljski astronom in pisec časnikarskih kolumen † Arhivirano 2004-12-05 na Wayback Machine. |
| 68301–68400          |                | |
| 68325 Begues         | 2001 HO16      | Observatorij Begues (znan tudi kot "Observatori Astronòmic de Begues" po katalonsko), observatorij namenjen ljubiteljskim astronomom, vodi ga astronom Pepe Manteca iz Barcelone (Katalonija), Španija † Arhivirano 2012-12-08 at Archive.is |
| 68401–68500          |                | |
| 68410 Nichols        | 2001 QB154     | Nichelle Nichols (1932–2022), ameriška pisateljica in igralka, najbolj je znana po svoji vlogi kot poročnica Nyota Uhura v seriji Zvezdne steze † Arhivirano 2007-09-27 na Wayback Machine. ‡ |
| 68448 Sidneywolff    | 2001 SW4       | Sidney C. Wolff, ameriški predstojnik Nacionalnega observatorija Kitt Peak (1984-1987) (Kitt Peak National Observatory) in Nacionalnega optičnega astronomskega observatorija (1987-2001) (National Optical Astronomy Observatory), predsednik Ameriškega astronomskega društva (1992-1994) (American Astronomical Society) in Pacifiškega astronomskega društva (1985-1986) (Astronomical Society of the Pacific), in ustanovitelj ter izdajatelj revije Astronomy Education Review † |
| 68501–68600          |                | |
| 68601–68700          |                | |
| 68701–68800          |                | |
| 68718 Safi           | 2002 DQ        | Safi, Maroko, rojstni kraj odkriteljeve žene † |
| 68719 Jangyeongsil   | 2002 DW        | Jang Yeongsil, korejski znanstvenik iz 15. stoletja (po njem se imenuje tudi nagrada JangYeongSil, ki se podeljuje vsako leto za napredek v tehnologiji) † |
| 68730 Straizys       | 2002 EA13      | Vytautas Straižys (rojen 1936), litvanski astronom † |
| 68779 Schöninger     | 2002 FA3       | Schöninger (znan tudi kot Šenýgl), nemško ime iz 17. in 19. stoletja za goro Kleť, ki pomeni "kraj z lepim razgledom" † |
| 68801–68900          |                | |
| 68853 Vaimaca        | 2002 HA9       | Vaimaca, eden izmed zadnjih štirih domorodnih Urugvajcev, ki jih je država prodala Franciji, da bi ga pokazali na razstavi leta 1833. Vaimacove posmrtne ostanke so vrnili v Urugvaj šele leta 2002 † |
| 68901–69000          |                | |
| 68947 Brunofunk      | 2002 PW156     | Bruno Funk, nemški ljubiteljski astronom, ustanovitelj in predsednik društva Prijatelji zvezd iz Donzdorfa (Sternfreunde Donzdorf), organizator ljubiteljskih astronomov v Donzdorfu in ustanovitelj Observatorija Messelberg (Messelberg-Sternwarte) † ‡ Arhivirano 2005-02-18 na Wayback Machine. + Arhivirano 2005-02-08 na Wayback Machine. |
| 68948 Mikeoates      | 2002 PX157     | Michael Oates, britanski ljubiteljski astronom † |

| Predhodnik: 67001–68000 | Pomeni imen asteroidov Seznam asteroidov (68001-68250) Seznam asteroidov (68251-68500) Seznam asteroidov (68501-68750) Seznam asteroidov (68751-69000) | Naslednik: 69001–70000 |